# Fort Kyk-over-al

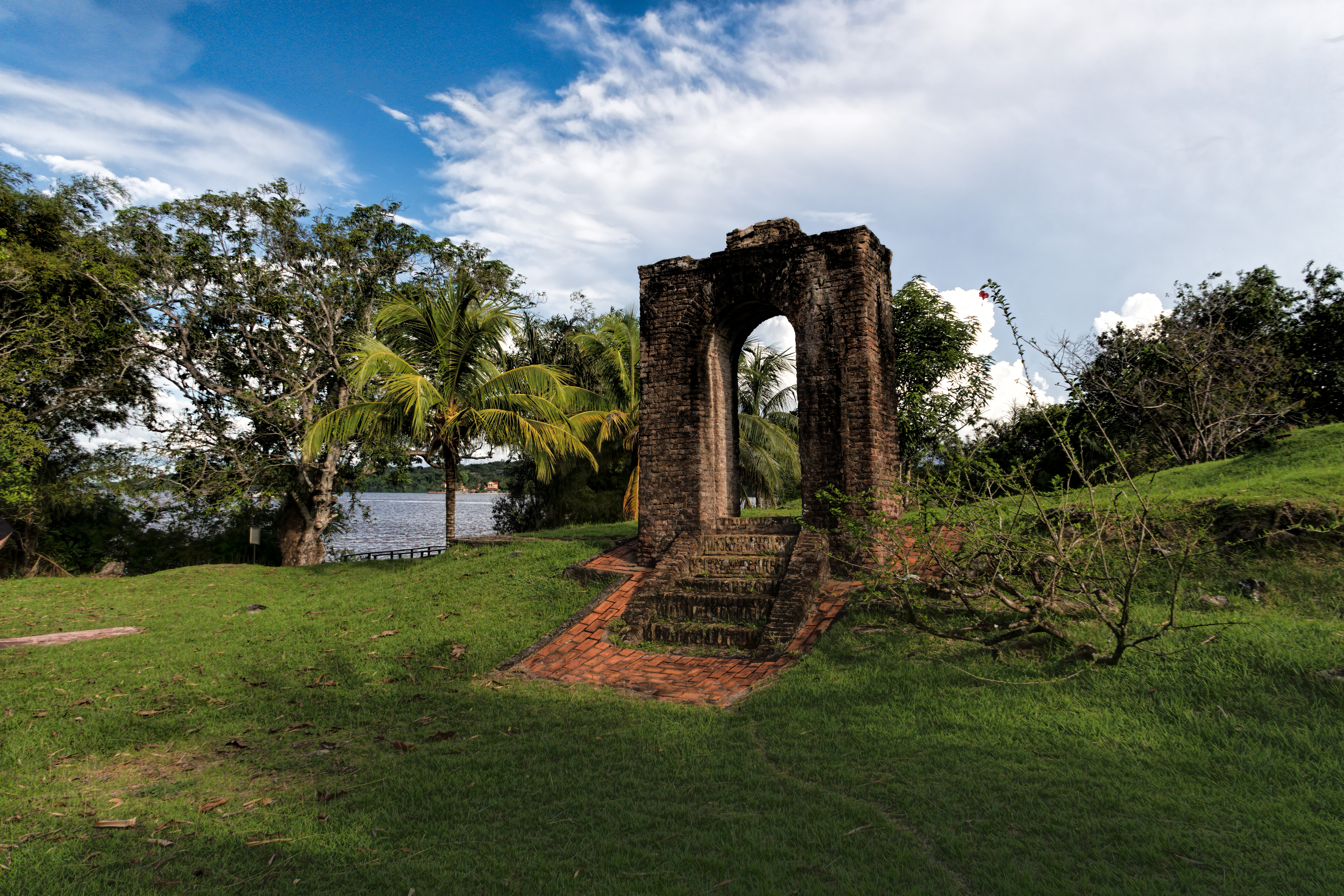
De oude poort van het fort

Fort Kyk-over-al is een voormalig Nederlands fort op een klein eiland op de plaats waar de rivieren Essequibo, Mazaruni en Cuyuni in Guyana samenvloeien. Het fort staat op het gelijknamige eiland en is zo'n 6070 m² groot.
De eerste post op het eiland is gebouwd door de Spanjaarden of Portugezen. Dit bouwwerk werd vervolgens rond 1616 door de Nederlanders vervangen door een permanent gebouw en uitgerust met kleine kanonnen. De buitenpost kreeg aanvankelijk de naam Fort ter Hoogen, naar een invloedrijke Nederlandse zakenman. Adriaan Groenwegel was de eerste commandant van het fort (1616-1624). In 1665 werd het fort door Engelse troepen veroverd, maar spoedig daarna door Nederlanders heroverd door troepen over land uit de kolonie Berbice.
In 1716 raakte het eiland en fort vol, op de oevers in de buurt werden nieuwe huizen en magazijnen gebouwd voor de functionarissen. In 1748 werd het fort volledig verlaten. Tot 1815 is het fort in Nederlands bezit geweest. Het fort verviel daarna langzamerhand onder invloed van de weerelementen.
Door een langdurig grensconflict tussen Venezuela en Brits Guyana trok begin 20e eeuw een groep Nederlanders naar het eiland om de Nederlandse herkomst te bewijzen, zo getuigt een publicatie in 1910. Het eiland werd toen schoongemaakt en de fundamenten werden blootgelegd. In 1997 werd het fort met behulp van Guyaanse gevangenen opnieuw blootgelegd. De Guyaanse overheid liet er een steiger aanleggen en onderhoudt het eiland voor de toeristen. Momenteel staat alleen de poort nog overeind. Het wordt nu beheerd door de National Trust of Guyana.